# Ixodes maslovi
Ixodes maslovi este o specie de căpușe din genul Ixodes, familia Ixodidae, descrisă de Emel'yanova și Kozlovskaya în anul 1967. Conform Catalogue of Life specia Ixodes maslovi nu are subspecii cunoscute.